# Apache Flex
Apache Flex (voorheen Adobe Flex en daarvoor Macromedia Flex genoemd) is een clientapplicatie waarmee met behulp van Macromedia Flex Markup Language (MXML) cliëntinterfaces gebouwd kunnen worden en bepaald worden hoe ze gaan functioneren met de back-end. Er kunnen met MXML en Actionscript 3.0 volledige Rich Internet Application (RIA's) gebouwd worden die zowel door middel van Adobe Flash Player kunnen worden bekeken door de cliënt als door desktops, Adobe Air. Flex werd overgedragen van Adobe naar de Apache Software Foundation in 2011.

## Ontwikkelsoftware
Bij het ontwikkelen van Flex-applicaties kan men gebruikmaken van Flex Builder. Deze software is nog steeds te koop bij Adobe. Het is echter ook mogelijk om van de gratis compiler gebruik te maken. In tegenstelling tot versie 1.5 is het niet meer nodig om een server toe te passen.

## Standaardcomponenten
Apache Flex beschikt over een verzameling van standaardcomponenten. Deze componenten hoeven door de ontwikkelaar niet meer te worden gebouwd. Het is mogelijk om deze componenten naar wens aan te passen.